# System host board

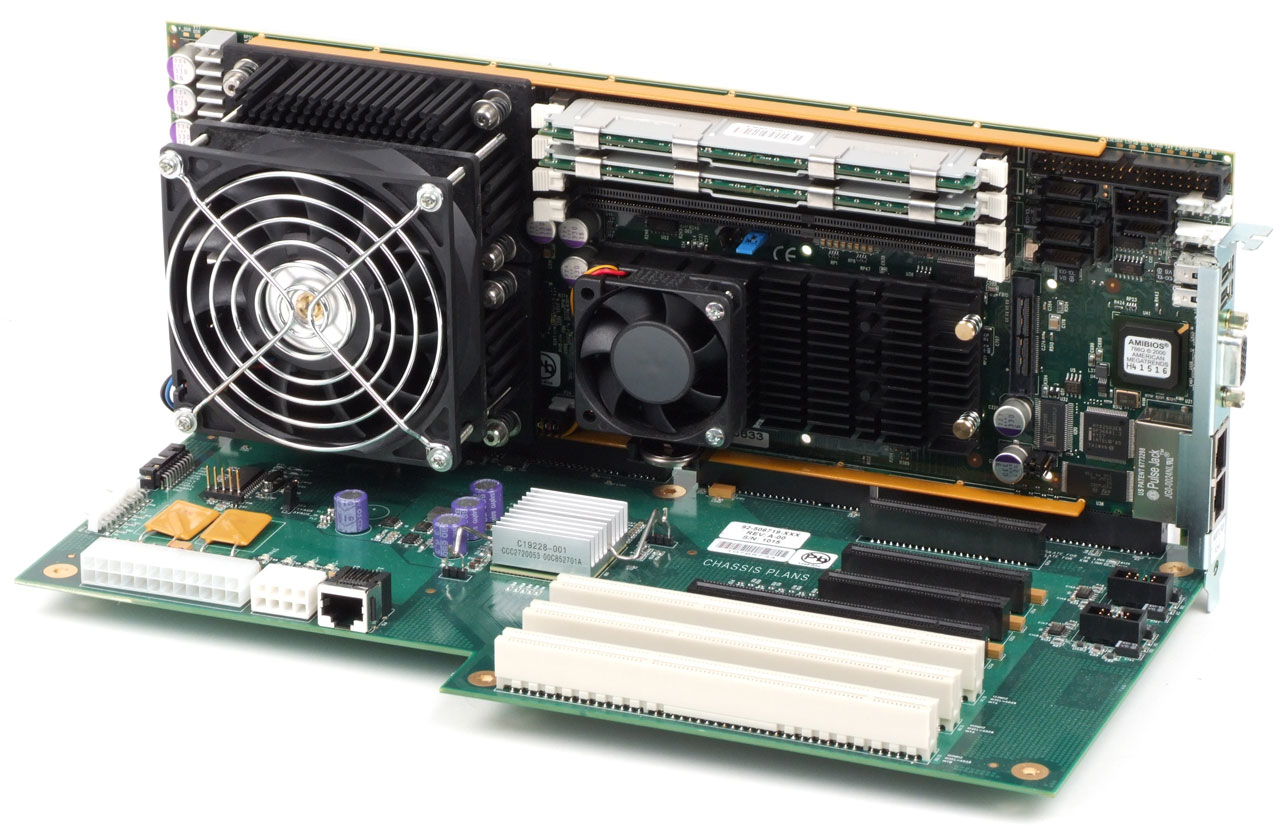
PICMG 1.3 SHB en backplane

System host board (SHB) is een term die gebruikt wordt voor een singleboardcomputer die voldoet aan de PICMG 1.3-specificatie. PICMG 1.3 breidde de voorgaande PICMG-specificaties uit om naast PCI- en PCI-X-uitbreidingskaarten ook nieuwe ondersteuning voor PCI-Express te bieden.